# Saimiri cassiquiarensis
Il saimiri di Humboldt (Saimiri cassiquiarensis, Lesson, 1840) è una specie di scimmia platirrina della famiglia Cebidae, diffusa in Brasile, Colombia, Ecuador, Perù e Venezuela. In precedenza era considerata una sottospecie del Saimiri sciureus, ma è stata elevata allo stato di specie separata sulla base di uno studio genetico di Carretero-Pinzón del 2009.

## Descrizione
I saimiri di Humboldt presentano una lunghezza (dalla testa alla base della coda) compresa tra i 25 e i 37 centimetri (9,8-14,6 pollici), mentre la coda è lunga dai 36 ai 45 centimetri (14-18 pollici). La sua colorazione è simile a quella del saimiri della Guiana, da cui si distingue per le tonalità di giallo dorato più accese.

## Biologia
Si nutre di frutta quando disponibile, principalmente tra gennaio e giugno, nutrendosi anche di insetti.

## Tassonomia
Il saimiri dell'Ecuador, in precedenza considerato come specie a sé stante (Saimiri macrodon) è attualmente considerato come una sottospecie del saimiri di Humboldt, sotto la nomenclatura Saimiri cassiquiarensis macrodon.